# 比利阿必佐
比利阿必（1949年5月10日—），马来西亚政治人物，曾经于1990年至2013年担任砂拉越州乌鲁拉让国阵砂人民党国会议员。

## 个人荣誉
- 马来西亚：
  -  联邦护国丞官勋章（KMN）（1998年）[5]
  -  联邦国家领袖勋章（PJN）—拿督（Datuk）（2008年）[6]